# Јарослав Баба
Јарослав Баба (чеш. Jaroslav Bába; Карвина, 2. септембар 1984) је чешки атлетичар који се такмичи у скоку увис.
На Светском првенству у дворани 2004. у Будимпешти скоком од 2,25 м освојио је бронзану медаљу са Џермејном Мејсоном са Јамајке и Штефан Василаке из Румуније. Исте године на Олимпијским играма 2004. у Атини скоком од 2,34 м поставио је свој лични рекорд и освојио бронзану медаљу.
У 2005. скочио је нови лични рекорд на отвореном од 2,36 м јула у Риму и 3,37 м у дворани на такмичењу у Арнштаду у фебруару 2006. године.
На почетку каријере скакао је и троскок али га је подредио скоку увис.
Јарослав Баба је висок 1,96 м, а тежак 80 kg. Ожењен је чешком атлетичарком Денисом Шчербовом
Лични рекорди:
скок увис на отвореном 2,36 м 8. јула 2005. Рим, Италија
троскок на отвореном 14,45 м 31. мај 2003. Праг, Чешка Република
скок увис у дворани 2,37 м 5. фебруар 2005. Арнштад, Немачка
Значајнији резултати:
| Год. | Такмичење                      | Место                | Плас. | Рез. |
| ---- | ------------------------------ | -------------------- | ----- | ---- |
| 2003 | Светско првенство у дворани    | Бирмингем, Енглеска  | 9     | 2,25 |
| 2003 | Светско првенство на отвореном | Париз, Француска     | 11    | 2,25 |
| 2004 | Светско првенство у дворани    | Будимпешта, Мађарска | 3     | 2,25 |
| 2004 | Олимпијске игре                | Атина, Грчка         | 3     | 2,34 |
| 2004 | ИААФ Светско атлетско финале   | Монако, Монако       | 7     | 2,23 |
| 2005 | Европско првенство у дворани   | Мадрид, Шпанија      | 4     | 2,30 |
| 2005 | Светско првенство на отвореном | Хелсинки, Финска     | 5     | 2,29 |
| 2005 | ИААФ Светско атлетско финале   | Монако, Монако       | 7     | 2,20 |
| 2007 | Светско првенство              | Осака, Јапан         | 8     | 2,26 |
| 2008 | Светско првенство у дворани    | Валенсија, Шпанија   | 9     | 2,23 |
| 2008 | Олимпијске игре                | Пекинг, Кина         | 6     | 2,29 |
| 2009 | Европско првенство у дворани   | Торино, Италија      | 10    | 2,17 |
| 2010 | Европско првенство             | Барселона, Шпанија   | 5     | 2,26 |
| 2011 | Европско првенство у дворани   | Париз, Француска     | 2     | 2,34 |
| 2011 | Светско првенство              | Тегу, Јужна Кореја   | 4     | 2,32 |
| 2012 | Светско првенство у дворани    | Истанбул, Турска     | 13    | 2,22 |
| 2012 | Европско првенство             | Хелсинки, Финска     | 8     | 2,24 |
| 2012 | Олимпијске игре                | Лондон, УК           | 21    | 2,21 |
| 2013 | Европско првенство у дворани   | Гетеборг, Шведска    | 3     | 2,31 |